# Code de l'artisanat
Lire en ligne

http://www.legifrance.gouv.fr/affichCode.do?cidTexte=LEGITEXT000006075116

Le code de l'artisanat est un code juridique qui appartient à l'ensemble des codes spécialisés français.
La première codification est réalisée par une décret de 1952.
Une seconde codification est réalisée en 2023. Elle rassemble des dispositions contenus dans des lois non codifiées, comme un article de la loi du 27 décembre 1973 d'orientation du commerce et de l'artisanat, ou la loi du 5 juillet 1996 relative au développement et à la promotion du commerce et de l'artisanat.

## Plan général
La partie législative et la partie réglementaire du code de l'artisanat de 1952 se composent d'un seul livre, qui se décompose en titres, chapitres, sections et articles.
- Titre Ier - De l'artisan, du maître artisan et du compagnon
- Titre II  - Des chambres de métiers et de l'artisanat de région
  - Chapitre I : Institution et organisation
  - Chapitre II : Fonctionnement
  - Chapitre III : Attributions
  - Chapitre IV : Ressources
- Chapitre V : Contrôle administratif et financier
- Titre IV - De l'apprentissage artisanal
- Titre VI  - Des adjudications et des marchés
  - Chapitre I : De la dispense de cautionnement
  - Chapitre II : Des travaux réservés aux artisans et aux coopératives d'artisans
- Titre VII   - De l'assistance aux artisans sans travail
- Titre VIII  - Dispositions spéciales à l'artisanat dans les départements d'outre-mer
- Titre VIII bis - Dispositions relatives à l'artisanat à Mayotte
- Titre IX - Dispositions diverses

Le code de l'artisanat de 2023 se compose ainsi :
- Livre Ier : Activités relevant du secteur des métiers de l'artisanat et conditions de leur exercice
- Livre II : Personnes relevant du secteur des métiers et de l'artisanat
- Livre III : Institutions du secteur des métiers et de l'artisanat
- Livre IV : Dispositions particulières aux départements du Bas-Rhin, du Haut-Rhin, et de la Moselle
- Livre V : Dispositions particulières relatives à l'Outre-mer

## En Allemagne
Le code de l'artisanat allemand (Handwerksordnung (de)) dispose les professions relevant de ce secteur qui sont soumises à un brevet professionnel. L'entreprise est autorisée à exercer après son inscription au répertoire des métiers.